# 湖北京山经济开发区
开发区，是中华人民共和国湖北省荆门市京山市下辖的一个乡镇级行政单位。

## 行政区划
开发区下辖以下地区：
青年路社区、八里途社区和胜利社区。